# Halocnemum strobilaceum
Halocnemum strobilaceum är en amarantväxtart som först beskrevs av Pall., och fick sitt nu gällande namn av Friedrich August Marschall von Bieberstein. Halocnemum strobilaceum ingår i släktet Halocnemum och familjen amarantväxter. Inga underarter finns listade i Catalogue of Life.

## Bildgalleri

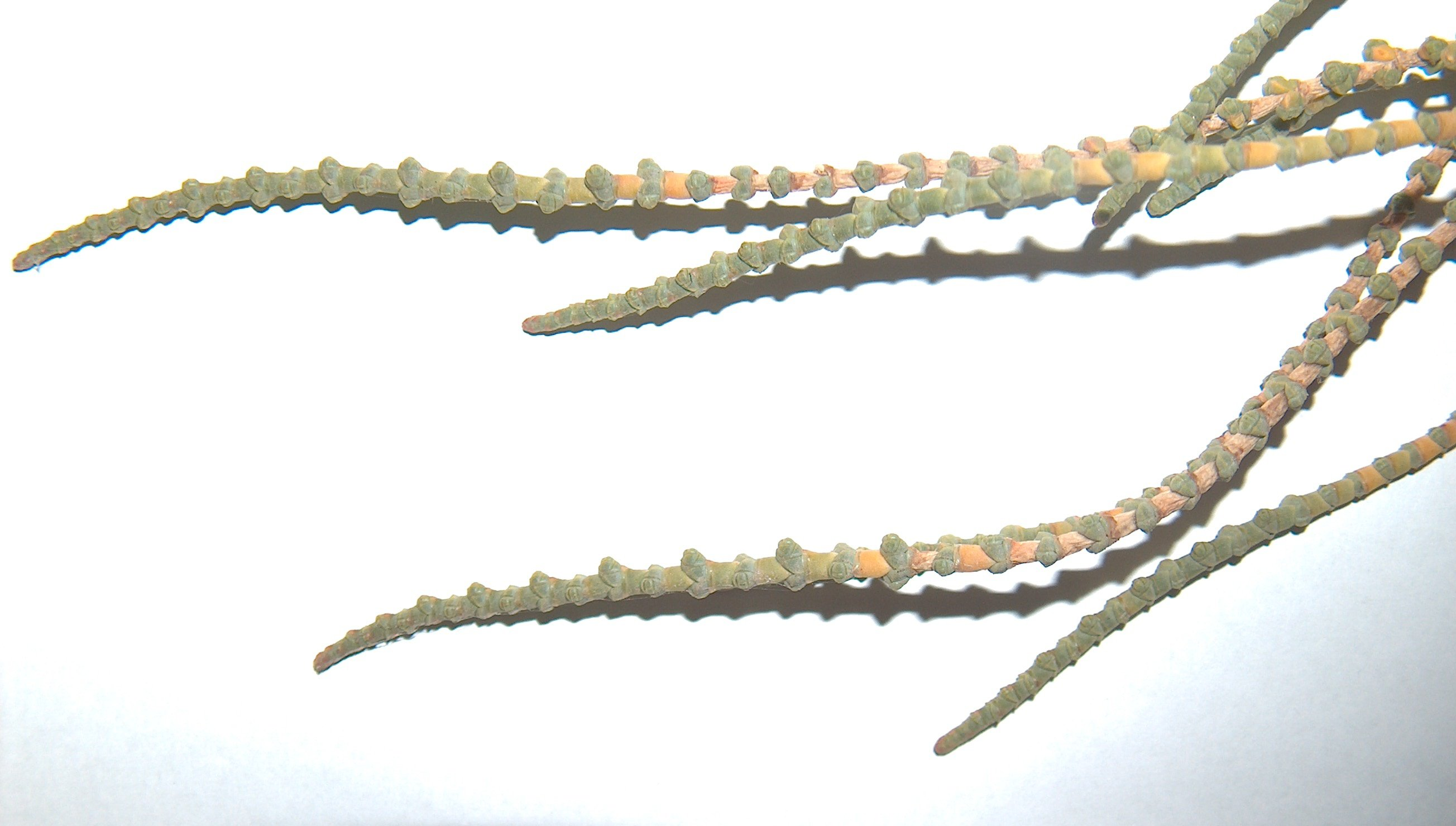
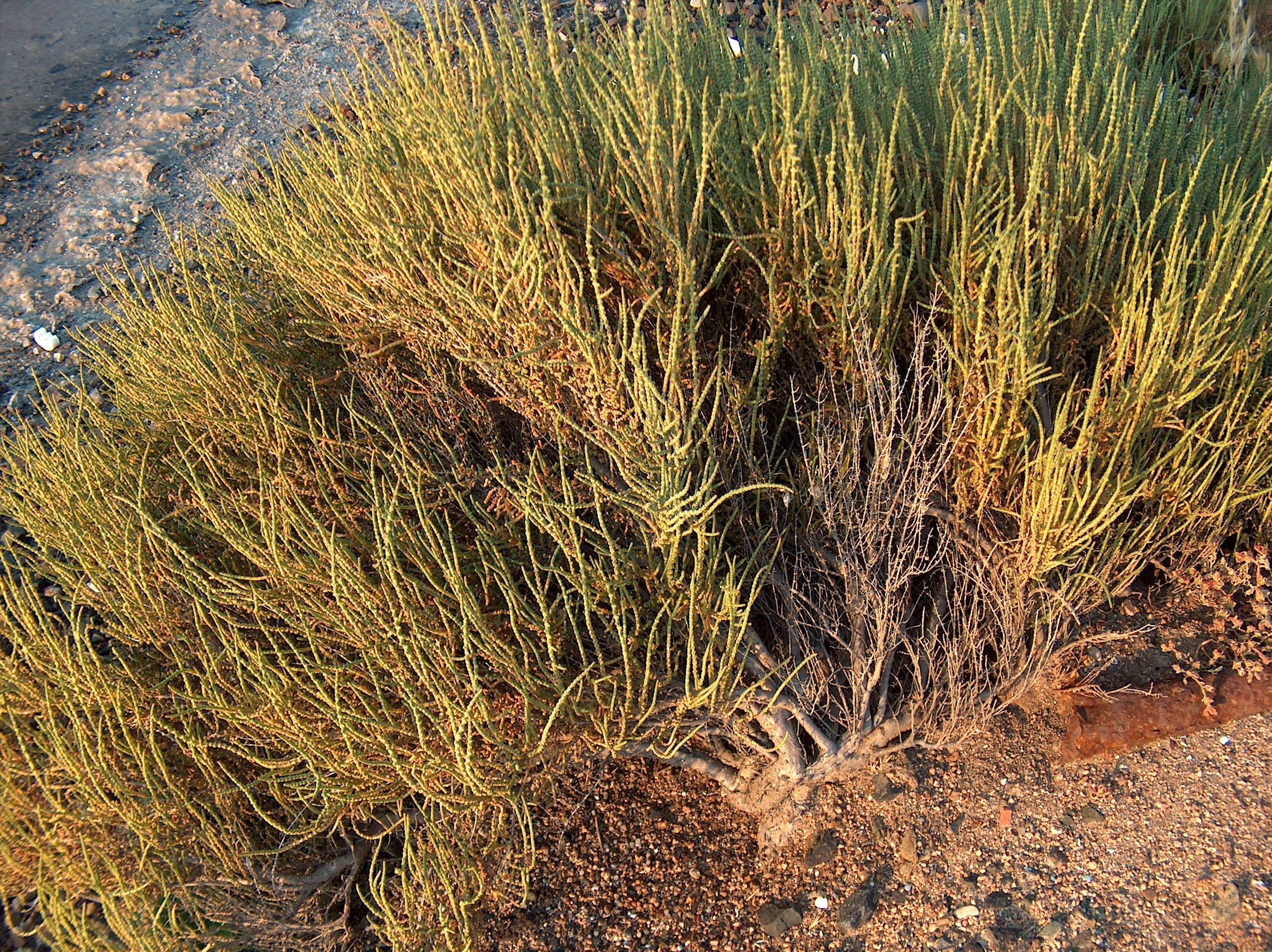
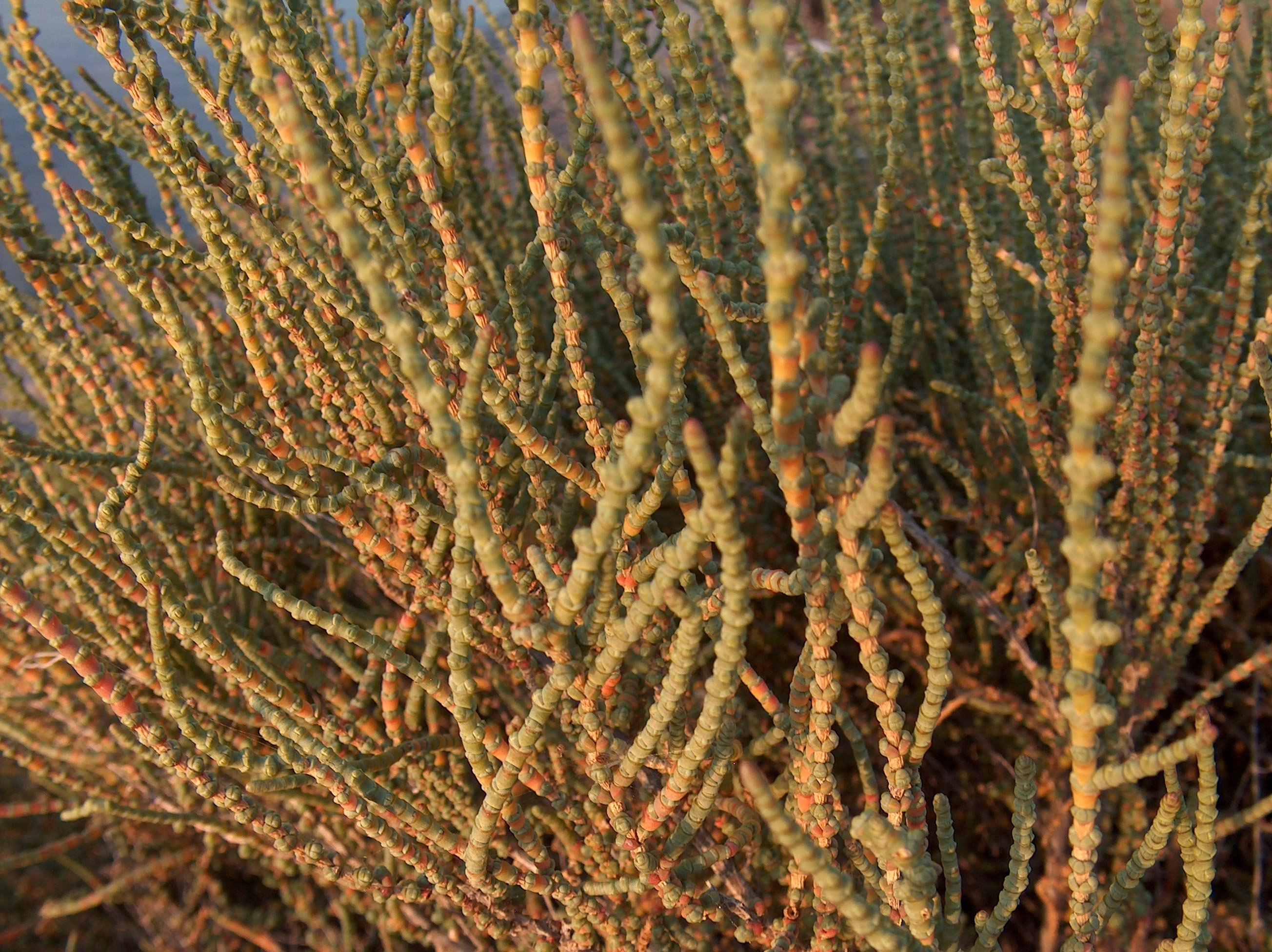
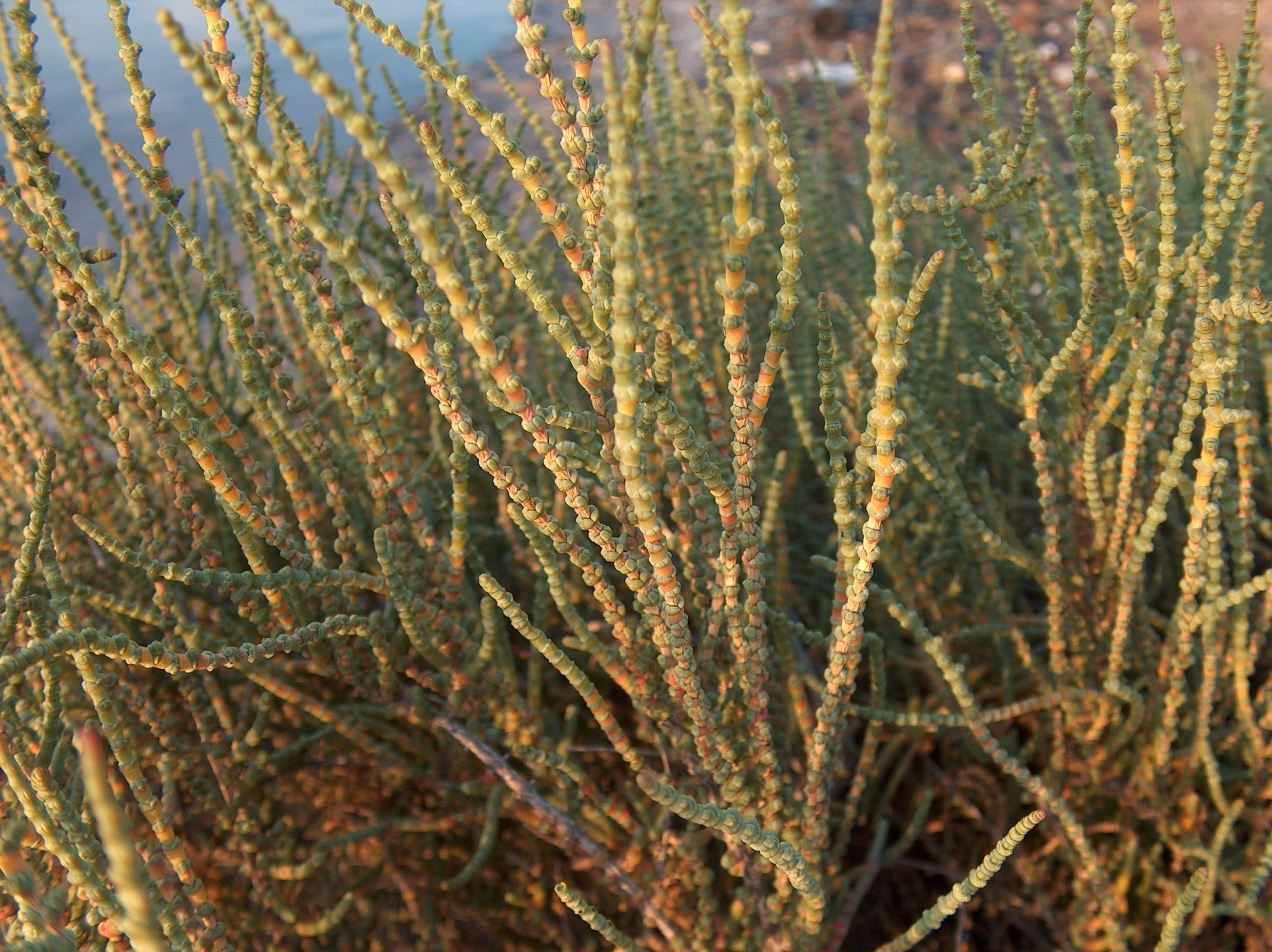
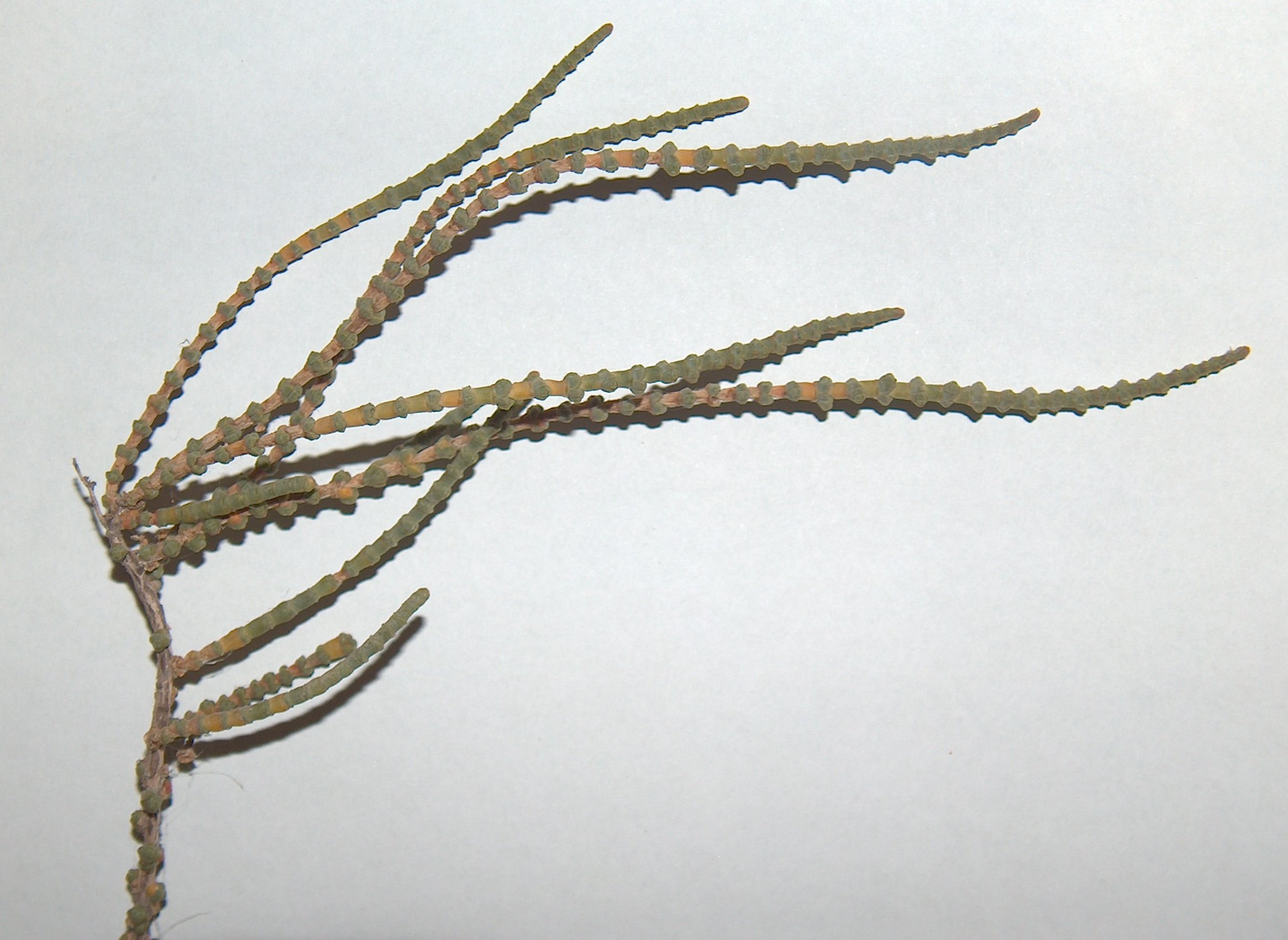
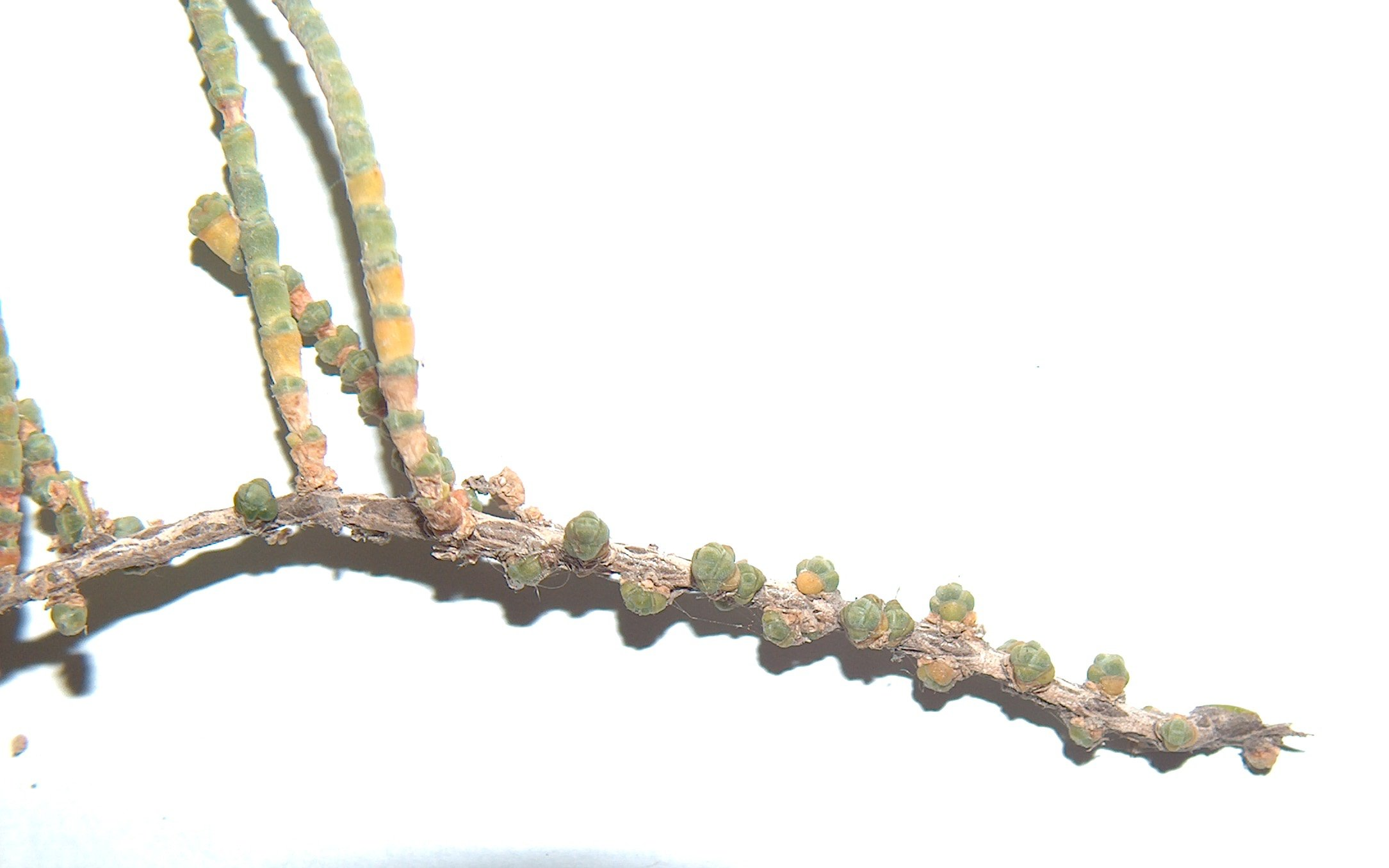